# Episodi di Haven (quarta stagione)
La quarta stagione della serie televisiva Haven, composta da 13 episodi, è stata trasmessa in prima visione assoluta negli Stati Uniti dal canale via cavo Syfy dal 13 settembre al 13 dicembre 2013.
In Italia la stagione è stata trasmessa in prima visione da Rai 4 dal 30 marzo all'8 giugno 2014.
| nº | Titolo originale          | Titolo italiano          | Prima TV USA      | Prima TV Italia |
| -- | ------------------------- | ------------------------ | ----------------- | --------------- |
| 1  | Fallout                   | Lexie                    | 13 settembre 2013 | 30 marzo 2014   |
| 2  | Survivors                 | Sopravvissuti            | 20 settembre 2013 | 6 aprile 2014   |
| 3  | Bad Blood                 | Cattivo sangue           | 27 settembre 2013 | 13 aprile 2014  |
| 4  | Lost and Found            | Persi e ritrovati        | 4 ottobre 2013    | 20 aprile 2014  |
| 5  | The New Girl              | La ragazza nuova         | 11 ottobre 2013   | 27 aprile 2014  |
| 6  | Countdown                 | Conto alla rovescia      | 18 ottobre 2013   | 4 maggio 2014   |
| 7  | Lay Me Down               | Incubi                   | 25 ottobre 2013   | 11 maggio 2014  |
| 8  | Crush                     | Sotto pressione          | 1º novembre 2013  | 18 maggio 2014  |
| 9  | William                   | William                  | 8 novembre 2013   | 25 maggio 2014  |
| 10 | The Trouble with Troubles | Il problema con problemi | 15 novembre 2013  | 1º giugno 2014  |
| 11 | Shot in the Dark          | Ripresa nel buio         | 22 novembre 2013  | 1º giugno 2014  |
| 12 | When the Bough Breaks     | Quando il ramo si spezza | 6 dicembre 2013   | 8 giugno 2014   |
| 13 | The Lighthouse            | Il faro                  | 13 dicembre 2013  | 8 giugno 2014   |

## Lexie
- Titolo originale: Fallout
- Diretto da: Shawn Piller
- Scritto da: Gabrielle Stanton

### Trama
Dopo la scomparsa del "fienile" molti avvenimenti sono accaduti ad Haven: Duke, che al momento della caduta delle meteoriti si trovava nel fienile in cerca di Audrey, precipita in un varco spazio-temporale e riappare in una vasca dell'acquario di Boston, 6 mesi dopo i tragici eventi. Inizia così a cercare delle spiegazioni e, grazie a Jennifer (una giovane che mesi prima aveva iniziato inspiegabilmente a sentire delle voci su Audrey, Nathan, Duke e la città di Haven) scappa dall'ospedale in cui si trova. Giunti ad Haven, Duke e Jennifer trovano Nathan che si è dimesso da capo della polizia e, sconvolto dalla scomparsa di Audrey, vive di espedienti. I tre iniziano le loro ricerche, mentre la Guardia rimane sospettosa e non si fida dell'operato di Nathan. Nel frattempo, Audrey (o una nuova "versione" della ragazza) appare nelle veste di cameriera di nome Lexie in un misterioso e sconosciuto locale bar. Tramite Jennifer si viene a sapere che il modo per porre fine ai problemi definitivamente è che Audrey uccida la persona che più ama, cioè Nathan.

## Sopravvissuti
- Titolo originale: Survivors
- Diretto da: Shawn Piller
- Scritto da: Nora & Lilla Zucherman

### Trama
Un volontario dei vigili del fuoco tornato ad Heaven carbonizza inconsapevolmente le persone con il suo problema. William nel frattempo, un avventore del locale in cui si trova Lexie/Audrey, cerca di convincerla che la sua attuale personalità e il luogo in cui si trova sono solo finzione. Duke cerca invano di far lasciare Haven al fratello Wade che nei mesi trascorsi dopo la scomparsa del fienile ha rilevato il suo locale, il Gull Grey.

## Cattivo sangue
- Titolo originale: Bad Blood
- Diretto da: Rob Lieberman
- Scritto da: Shernold Edwards

### Trama
Dave e Vince vanno fuori città per verificare se il corpo di una donna deceduta mesi prima sia quello di Audrey, mentre ad Heaven si manifesta un problema legato al sangue. William, nel "fienile-bar" riesce a convincere Lexie che il luogo in cui ella si trova non è reale ed a Haven, Jennifer riesce a percepire stralci dei loro dialoghi parlandone con Duke e Nathan, da cui ne deducono che Audrey è ancora nel "fienile".

## Persi e ritrovati
- Titolo originale: Lost and Found
- Diretto da: Lee Rose
- Scritto da: Speed Wese

### Trama
Mentre un problema causa il rapimento di alcuni bambini, Jennifer da una parte e Lexie dall'altra, riescono ad "interagire"  ed a scoprire le porte comunicanti tra i 2 Mondi che Audrey, riesce ad oltrepassare. Nathan, anche costretto dalla guardia a farsi uccidere da Audrey per far cessare i problemi, la invita a farlo ma quest'ultima si rifiuta adducendo al fatto che non lo conosce e che il suo nome è Lexie.

## La ragazza nuova
- Titolo originale: The new girl
- Diretto da: Rick Bota
- Scritto da: Brian Millikin

### Trama
Lexie, dopo un iniziale frastornamento inizia ad ambientarsi ad Haven, aiutata dal fatto che sia la guardia nei panni di Vince, Dwight ora capo della polizia ed altri convengono che il modo migliore per agevolare gli eventi sia quello di dare a Nathan il posto in polizia e a Lexie quello di "sostegno", essendo nota la sua abilità a prescindere da quale personalità stia inconsapevolmente interpretando. Durante un caso che coinvolge Nathan e Duke in prima persona vittime di un problema, quest'ultimo si accorge che Lexie è sempre stata Audrey dal primo momento che è uscita dal fienile ed ha dissimulato la sua identità per evitare che la costringano ad uccidere Nathan.

## Conto alla rovescia
- Titolo originale: Countdown
- Diretto da: Jeff Renfroe
- Scritto da: Matt McGuiness

### Trama
Un problema coinvolge un rivenditore, Paul, che in seguito a una rapina, causa a coloro con cui viene a contatto un "conto alla rovescia" di quindici minuti visibile in tutte le apparecchiature digitali che essi guardano e alla fine di suddetto conto muoiono. Wade Crocker sistema delle videocamere cimici al distretto per carpire informazioni e condividerle con Jordan affinché lei gli riveli il "segreto" dei Crocker. Vede così il momento in cui Nathan si accorge che Lexie in realtà è sempre stata Audrey e la informa. Jordan si reca così al negozio di Paul ove tutti si trovano per obbligare Audrey ad uccidere Nathan, coinvolto per altro nel conto alla rovescia dopo il quale morirebbe. Qui però Jordan non rivela nulla a Wade e quest'ultimo, dopo aver accoltellato Paul provando una scarica adrenalinica, uccide anche Jordan "colpevole" di non avergli rivelato ne il segreto dei Crocker ne il piano supposto da Jordan (uccidere Audrey da parte di un Crocker) per far cessare i problemi.

## Incubi
- Titolo originale: Lay me down
- Diretto da: Paul Fox
- Scritto da: Nora Zuckerman & Lilla Zuckerman

### Trama
Un problema "modificato" coinvolge Kerry,  la consegnataria del giornale locale, l'Herald. Jennifer viene assunta al giornale da Vince e Dave che come prova di tirocinio le chiedono la propria biografia dalla quale ne evincono che l'uomo responsabile della sua adozione, tale Byron Howard, altri non è che l'agente Howard, lo stesso uomo che portò Audrey e prima ancora Sara, ad Haven. Duke scopre che il fratello Wade ha ucciso alcune persone, tra cui Jordan, per gratificarsi del proprio problema ed in un alterco sulla barca per difendere Jennifer, lo uccide ponendo termine in tal modo anche al proprio problema. Audrey notando l'impronta di una mano sulla schiena di Kerry, la ragazza dell'Herald, suppone che tale "marchio" sia il sintomo della modifica di alcuni problemi

## Sotto pressione
- Titolo originale: Crush
- Diretto da: Stephen Reynolds
- Scritto da: Speed Weed

### Trama
Mentre Duke manifesta la volontà di lasciare Haven, un problema legato alla pressione atmosferica si attiva a due fratelli la cui famiglia non ne aveva mai avuti ma che sono stati aggrediti di recente da due uomini che hanno lasciato sul loro corpo la stessa impronta "inchiostro" rilevata alla ragazza dell'Herald nell'episodio precedente. Dave e Vince, studiando un diario olografo dell'esploratore Sebastiano Caboto che in passato era transitato per quei territori, scoprono un'antica leggenda dei nativi locali, i Mi'kmaq. In tali narrazioni si riporta che i fatti presenti erano già avvenuti in passato e in tale leggenda si parla di una porta ultraterrena che fu aperta e da cui passò il "male supremo". Secondo tale leggenda, la venuta del male sarebbe preceduta da particolari segni, come la presenza di granchi reali aventi occhi umani, granchi visti da Jennifer. Comprendendo che i fatti si stanno ripetendo, Vince e Dave approfondiscono la trama del diario al fine di capire e contrastare gli eventi. Leggono che "ciò che una volta era la vostra salvezza ora sarà la vostra condanna" e da questo brano concludono che la fine dei problemi non sarebbe più la morte della persona che Audrey ama di più.

## William
- Titolo originale: William
- Diretto da: Grant Harvey
- Scritto da: Shernold Edwards

### Trama
Dwight viene fatto prigioniero dai due misteriosi individui connessi ai nuovi problemi per farsi dire dove sia una scatola che cercano ma viene liberato insieme a William, l'uomo del fienile temporaneo in cui si trovava Lexie/Audrey, da Nathan ed Audrey. I due uomini, interrogati alla centrale instillano e fomentano screzi e diffidenze ai nostri protagonisti influenzando le loro capacità di discernimento grazie all'inoculazione di "palline" che causano problemi e riescono a dileguarsi. Quando in seguito Audrey e William trovano la scatola, quest'ultimo rivela ad Audrey la sua vera identità : le spiega che è perfettamente a conoscenza dei problemi e ne ha padronanza; inoltre dentro Audrey/Sara/Lexie vi sarebbe un'altra donna con la quale ha avuto una relazione.

## Il problema con problemi
- Titolo originale: The trouble with troubles
- Diretto da: T.W.Peacoke
- Scritto da: Nora Zuckerman & Lilla Zuckerman & Brian Millikin

### Trama
Audrey viene catapultata in una Haven parallela in cui i problemi non esistono, a causa del problema di un individuo la cui moglie era morta a seguito di un incidente e lui aveva desiderato una Haven senza problemi. Qui incontra William, anch'egli immune ai problemi, che inizia a far del male alle persone care ad Audrey per poter tornare nella Haven "reale". Nel contempo William rivela ad Audrey che loro due hanno creato i problemi insieme e lei è stata punita per questo: è per tale motivo che ogni 27 anni deve tornare ad Haven per risolverli. Nel risolvere il caso trova indizi su dove possa essere il nascondiglio di William ed a caso risolto, Audrey, Nathan e Duke lo trovano ; questi inizia a parlare del suo passato insieme ad Audrey ma Nathan gli spara e lei cade ferita allo stesso modo di William, essendo, come da detta di William stesso, "collegati".

## Ripresa nel buio
- Titolo originale: Shot in the dark
- Diretto da: Mairzee Almas
- Scritto da: Nick Parker

### Trama
Mentre Audrey e William sono in ospedale, due gestori di una serie internet sui misteri, Seth e Anderson, arrivano ad Haven alla ricerca di scoop su una strana morte avvenuta. Qui, dopo un iniziale diffidenza della polizia di Haven collaborano con Dwight e Nathan per sconfiggere un Rugaru che dà la caccia a persone nate nella stessa data, cioè lo stesso giorno di Jennifer. Audrey, ristabilitasi si unisce alle indagini e scopre che Jennifer ha lo stesso libro col simbolo della "guardia" in copertina che ella aveva quando giunse ad Haven. Sarà proprio tale libro, in mano a Jennifer, a fare da "arma" contro il Rugaru ed a dare preziose informazioni riguardo alla porta tra i mondi per rimandare indietro il Male.

## Quando il ramo si spezza
- Titolo originale: When the Bought breaks
- Diretto da: Lee Rose
- Scritto da: Speed Weed & Shernold Edwards

### Trama
William continua a far pressioni ad Audrey svelandole poco a poco la personalità celata dentro di sé; quella di una donna che si divertiva a creare e manipolare i problemi insieme a lui; a tale scopo la spinge ad agire direttamente sulle persone afflitte da problemi dandogliene altri complementari per contrastare quelli che possiedono, grazie a palline di etere nero che spalmate sulla mano vengono poi impresse sui corpi delle persone. Audrey, inizialmente reticente si vede costretta a farlo anche perché il problema a cui dovrebbe porre rimedio riguarda la vita di un neonato e di molte persone ad esso collegate. Nell'istante in cui Audrey trasmette un problema avverte una scarica di benessere psichico collegandola per un istante alla personalità della donna che William vuole e Duke se ne accorge, preoccupandosi. Al fine di evitare pericolosi tentativi a vuoto ne convengono che sia meglio provare a ridare a Duke il problema in base al quale egli ha la possibilità di far cessare le "maledizioni" di un'intera famiglia uccidendone un componente. Nel frattempo Dave, Vince e Jennifer cercano il "cuore" di Haven, luogo in cui secondo le indicazioni del libro di Jennifer sarebbe dislocata la porta tra i due Mondi;  lo trovano sotto al faro insieme alla porta dimensionale apribile da quattro persone speciali, legate ad entrambi i Mondi.

## Il faro
- Titolo originale: The Lighthouse
- Diretto da: Shawn Piller
- Scritto da: Matt McGuiness & Gabrielle Stanton

### Trama
Audrey racconta a Nathan ciò che ha provato nell'istante in cui ha trasmesso un "problema": la donna che si cela dentro di sé e che William vuole si chiama Mara ed ha compiuto atti terribili, inoltre il legame psichico con William si sta rafforzando ed ha paura di perdere il controllo di sé stessa. Ne convengono di tendere una trappola a William per portarlo al faro e buttarlo oltre la porta dimensionale ma egli subodora il tranello e nel contempo persiste a risvegliare la coscienza di Mara. Riescono tuttavia a catturare William e lo portano al faro, raggiunti in seguito da Vince, Dave, Dwight e Jennifer e le quattro persone abilitate ad aprire la porta si predispongono : Audrey, Jennifer, William e Dave, quest'ultimo già stato in passato in grado di averla oltrepassata per pochi istanti e dalla quale si sente irresistibilmente attratto e impaurito per tale motivo di esservi risucchiato. William, cercando di evitare di essere "esiliato" prima coinvolge Duke dicendogli che quando Audrey ha riattivato il suo problema ha attivato tutti quelli assorbiti dalla sua famiglia e per tale motivo potrebbe morire. Poi minaccia che dalla porta potrebbe entrare un male misterioso e potente. Riescono infine ad aprire la porta collegandosi al mondo dimensionale nel quale Dave rischia di cadere attiratovi ma viene salvato in tempo, rimanendo però ustionato alla gamba. Audrey spinge personalmente William nel baratro ma nell'atto, i due mantengono un contatto tattile a lungo quanto basta per far riemergere Mara, la personalità sepolta dai "gusci" di Audrey/Sara/Lucy. Jennifer chiude infine la porta col libro della "guardia" e nell'atto, prima di svenire percepisce che in effetti più che William era qualcun altro, da temere. Gli occhi di Duke iniziano a sanguinare e Mara, ora pienamente consapevole di sé, si introduce definendo Duke praticamente morto e chiedendo: "Ora, chi mi aiuta  a riportare William indietro?"